# Kozielice (gmina w powiecie kamieńskim)
Kozielice (od 1952 Wysoka Kamieńska) – dawna gmina wiejska istniejąca w latach 1945–1951 w woj. szczecińskim (dzisiejsze woj. zachodniopomorskie). Siedzibą władz gminy były Kozielice.
Gmina Kozielice powstała w czerwcu 1945 na terenie tzw. Ziem Odzyskanych (tzw. III okręg administracyjny – Pomorze Zachodnie), jako jedna z 12 gmin zbiorowych, na które podzielono powiat kamieński. 28 czerwca 1946 gmina weszła w skład nowo utworzonego woj. szczecińskiego.
1 stycznia 1952 gmina została zniesiona; siedzibę władz gminy przeniesiono z Kozielic do Wysokiej Kamieńskiej, a jednostkę przemianowano na Wysoka Kamieńska.